# Агирешу (Клуж)
Агирешу (рум. Aghireșu) насеље је у Румунији у округу Клуж у општини Агирешу. Oпштина се налази на надморској висини од 453 m.

## Становништво
Према подацима из 2011. године у насељу је живело 1375 становника.